# Державин, Александр Сергеевич
Александр Сергеевич Державин (13 (25) августа 1864, село Зеленцино, Клинский уезд, Московская губерния — 25 марта 1933) — иерей, святой Русской православной церкви, причислен к лику святых как священноисповедник в 2002 году Священным синодом Русской православной церкви.

## Биография
В 1887 году окончил духовную семинарию и был рукоположён в сан священника в храме Рождества Богородицы села Александрова Звенигородского уезда Московской губернии. В 1897 году переведён в Троицкий храм села Троицкого Звенигородского уезда Московской губернии.

## Арест и заключение
Арестован в ночь с 1 на 2 января 1930 года без предъявления обвинения. Доставлен во внутреннюю тюрьму НКВД на Лубянку. Был допрошен лишь один раз — 3 января. Было предъявлено обвинение в антисоветской агитации и в участии в восстании в Звенигороде. Отец Александр виновным в антисоветской агитации себя не признал и заявил, что о восстании ничего не знает и сказать не может. 5 января был переведён в Бутырскую тюрьму. 12 февралябыл приговорён тройкой при ПП ОГПУ СССР по Московской области к трём годам высылки в Северный край. В ссылке подорвал здоровье и 25 марта 1933 года умер.

## Канонизация
Причислен к лику святых новомучеников и исповедников Российских постановлением Священного Синода 12 марта 2002 года для общецерковного почитания.
День памяти: 12 (25) марта и в Соборе святых новомучеников и исповедников Российских.